# Армейский рукопашный бой
Армейский рукопашный бой  (АРБ) — универсальная система обучения приёмам защиты и нападения, соединившая в себе многие функциональные элементы из арсенала мировых видов единоборств (ударная техника руками, ногами, головой, борцовская техника, болевые приёмы), опробованная в реальной боевой деятельности. Современный и быстро развивающийся вид боевых единоборств, получивший популярность за полноконтактные поединки.

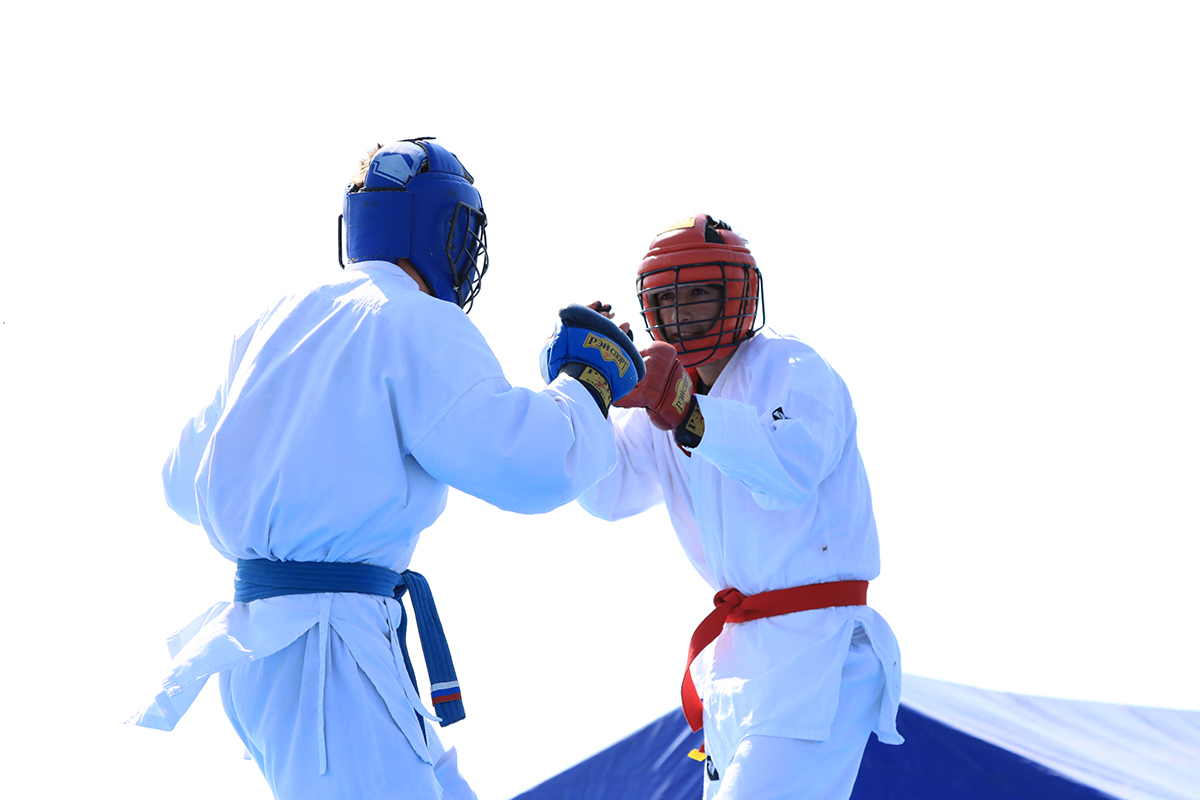
Соревнования по армейскому рукопашному бою на международном конкурсе «Отличники войсковой разведки». 3 сентября 2020 года

Датой рождения АРБ как военно-прикладного вида спорта принято считать 1979 год, когда в городе Каунасе (посёлок Гайжюнай , в/ч 42235, или 242-й учебный центр ВДВ), на спортивной базе 7-й гвардейской воздушно-десантной дивизии ВДВ состоялся первый чемпионат Воздушно-десантных войск. С тех пор чемпионаты ВДВ по армейскому рукопашному бою стали проводиться ежегодно. Созданный специалистами и энтузиастами физической подготовки и спорта ВДВ, РВСН, других видов и родов войск, АРБ был успешно внедрён в программу обучения и стал основной составляющей форм физической подготовки.
Проведение первого чемпионата по АРБ стало возможным благодаря предшествовавшей этому многолетней практике и экспериментам с различными видами единоборств. Среди призывного контингента тщательно отбирались спортсмены-разрядники и призёры соревнований по боксу, борьбе, самбо, дзюдо и т. д. Методичная работа бойцов и командиров, и дала толчок к зарождению системы, которая ныне широко известна под названием Армейский рукопашный бой. На тот момент (нач. 70-х гг.) фактическое обучение солдат срочной службы рукопашному бою называлось «Программой подготовки инструкторов по спорту и специальным приёмам ВДВ».

Информационный плакат в спортзале 778-й отдельной роты специального назначения Главного разведывательного управления Генштаба. Медвежьи озёра, Московская обл. Сер. 1970-х гг.

Долгое время с момента появления, обучение АРБ не выходило за рамки специальной-физической и, частично, тактико-специальной подготовки. Запрету подлежало любое применение навыков рукопашного боя и отдельных приёмов в неслужебных целях. Так, ещё в 70-е годы, на информационных плакатах, размещённых в частях ВДВ и СпН, особо подчёркивалось, что военнослужащие имеют право применять приёмы рукопашного боя только при проведении специальных операций. При иных обстоятельствах применение приёмов являлось неправомерным и могло повлечь за собой дисциплинарную и даже уголовную ответственность.
До 1994 года АРБ обладал статусом военно-прикладного вида спорта и культивировался только в армейских подразделениях. Со временем широкий спектр технических приёмов из арсенала АРБ, его прикладные возможности, высокая квалификация тренерско-преподавательского состава, насыщенный календарь соревнований с высоким уровнем мастерства участников вызвали большой интерес не только спортсменов, занимающихся различными единоборствами, но и подрастающего поколения. Это позволило в короткий срок пройти путь от ФАРБ (в рамках ААКВЕ), до создания в 1995 году Общероссийской общественной организации «Федерация армейского рукопашного боя России» (ФАРБ России). ФАРБ России, зарегистрированная в Министерстве юстиции Российской Федерации, получила право на развитие АРБ, самостоятельно или через региональные отделения, в субъектах Российской Федерации. В настоящее время стало возможным, на общих основаниях, наравне с другими видами единоборств и стилями боевых искусств, использовать приёмы армейского рукопашного боя для самозащиты и даже для обучения лиц, не состоящих на военной службе.
Универсальность подготовки рукопашников, зрелищность поединков, надёжная защитная экипировка и понятное судейство сделали новый вид спорта популярным среди военнослужащих. Это позволило провести в 1991 году в городе Ленинграде первый чемпионат Вооружённых Сил, определивший пути и направления развития АРБ. Учебно-методической базой развития АРБ стал Военный институт физической культуры (ВИФК). На кафедре преодоления препятствий и рукопашного боя проходили обучение основам АРБ будущие специалисты физической подготовки и спорта Вооружённых Сил и силовых структур Российской Федерации, стран СНГ, ближнего и дальнего зарубежья. В центре рукопашного боя готовятся инструкторы, повышают квалификацию тренеры и судьи. Научно-исследовательский центр занимается разработкой и изданием наставлений, учебников и методических пособий по рукопашному бою.
В целях популяризации и развития АРБ по инициативе Спортивного комитета Министерства обороны (СК МО) в 1992 году была создана Федерация армейского рукопашного боя (ФАРБ) в рамках Армейской ассоциации контактных видов единоборств (ААКВЕ). Целенаправленная работа ФАРБ совместно со СК МО дала возможность включить АРБ в военно-спортивную классификацию на 1993—1996 годы, в Единую всероссийскую спортивную классификацию на 1997—2000 годы, разработать и издать в 1995 году правила соревнований и получить от Госкомспорта России право предоставления документов на присвоение звания «Мастер спорта России» и спортивных разрядов.
Сегодня АРБ представлен во всех федеральных округах, успешно развивается более чем в половине субъектов Российской Федерации, силовых структурах, спортивных обществах и ведомствах. Особых успехов в развитии АРБ достигли Южный, Центральный, Приволжский, Уральский, Дальневосточный федеральные округа; Ростовская, Московская, Саратовская, Ивановская, Воронежская, Архангельская, Самарская, Костромская, Омская, Иркутская области; Приморский, Ставропольский, Краснодарский края; Дагестан, Кабардино-Балкария и Ханты-Мансийский автономный округ; города Москва и Санкт-Петербург. Более чем 500 тыс. граждан России активно занимаются АРБ.

## Правила проведения поединков и особенности АРБ
Отличительной частью спортивного АРБ перед другими полноконтактными единоборствами является возможность добивать лежащего на татами противника как руками, так и ногами из положения стоя, а также удар головой в голову.

### Общие правила
- Схватки бойцов АРБ проходят на квадратном ковре (татами) размером минимум 14×14 метров. Схватка происходит внутри квадрата размером 8×8 м или 10×10 м. Внешняя зона татами шириной не менее 3 метров служит для обеспечения безопасности спортсменов. При выходе бойца за пределы татами схватка останавливается командой «Стоп» и спортсмены возвращаются по команде судьи «Бойцы на середину» в центр (середину) татами. При этом, если выполнение приёма (броска) началось на территории татами (в том числе в зоне безопасности), а его окончание произошло за пределами квадрата, то такой приём оценивается, а схватка останавливается по общим правилам.
- Бойцы разбиваются на возрастные (касательно бойцов до 18 лет и деление на возрастные категории зависит от Положения о соревнованиях) и весовые категории начиная от веса до 60 кг и до веса свыше 90 кг с шагом 5 кг. Иногда, по предварительному согласованию, может быть всего две весовые категории — до 75 кг и свыше 75 кг (только у взрослых на локальных турнирах).
- Бойцы разделяются на бойца с красным и синим поясом, а в некоторых случаях — бойца в чёрном или белом кимоно. Боец, чья фамилия указана первой в сводной таблице — надевает красный пояс (чёрное кимоно).
- Бойцу полагается секундант, который отвечает за амуницию спортсмена во время поединка (перевязать шлем, закрепить накладки, протектор, запоясать кимоно и т. п.), так как боец не в состоянии самостоятельно решить эти проблемы в отведённое на поправку амуниции время. Во время поединка секундант располагается на стуле позади места бойца. При этом секунданту во время поединка запрещено подавать бойцу какие-либо команды или советы. За разговоры с секундантом бойцу может быть сделано замечание, а при повторном нарушении — предупреждение.
- На соревнованиях используется следующая экипировка: кимоно (тобок, доги), борцовки-футы с защитой пятки и подъёма стопы, накладки на голень, раковина на пах, защитный жилет (протектор), перчатки-краги, защита колена, защита предплечья и локтя, шлем с металлической решёткой (металлические прутья решётки в обязательном порядке должны быть скреплены между собой исключительно аргоновой сваркой, иначе спортсмен рискует получить серьёзную травму). Внутри шлема устанавливаются накладки из пеноплена, чтобы края решётки при сильных ударах не травмировали лицо. Защитное обмундирование (кроме перчаток и шлема) надевается под кимоно.
- Бой состоит из одного раунда и длится: у подростков, юношей и юниоров — 2 минуты чистого времени, у мужчин (и все финальные бои) — 3 минуты чистого времени. У девочек, девушек и женщин длительность поединков может уменьшаться на предтурнирном совещании представителей команд.
- Оцениваются такие технические действия, как: удары руками, удары ногами, броски и болевые приёмы. Удары головой и борьба в «партере» не оценивается.
- К запрещённым приёмам относятся: нанесение ударов пальцами в глаза; проведение удушающих захватов и болевых приёмов на шею, позвоночник, кисть; прыжки ногами и топающие удары по лежащему сопернику; удары в пах, шею, по суставам ног и рук, затылку и позвоночнику, по внутренней стороне бедра; болевые приёмы в стойке; захват за шлем или решётку шлема.
- Победа присуждается:
  - по очкам (решением боковых судей);
  - за явным преимуществом (когда противник перестаёт сопротивляться атаке или во время атаки повернулся к противнику спиной);
  - в связи с отказом противника продолжать поединок (получение травмы, не связанной с нарушением правил противником, усталость и проч.);
  - неявка противника на поединок;
  - сдача противника в результате проведения болевого приёма;
  - нокаутом;
  - при двух нокдаунах одного бойца в течение одного поединка (дабы избежать неоправданного травматизма);
  - при дисквалификации противника (три предупреждения, неспортивное поведение, в исключительных случаях — нанесение противнику запрещённых ударов, после которых тот не может продолжать поединок[6]).

### Оценки технических действий
- 1 балл — удар ногой по ноге, удар рукой в корпус, сваливание (бросок без отрыва обеих ног от ковра).
- 2 балла — удар ногой в корпус, удар рукой в голову, бросок с отрывом обеих ног от ковра.
- 3 балла — удар ногой по голове, нокдаун, резкий амплитудный бросок.
- Чистая победа — нокаут, два нокдауна, болевой приём, отказ, неявка или дисквалификация противника.

### Начало поединка
Бойцы обязаны прибыть на татами в течение одной минуты с момента объявления их фамилии. Перед началом поединка, бойцы обязаны заблаговременно быть экипированы и зайти на край татами для осмотра судьёй. Судья обязан осмотреть экипировку бойца, а именно — наличие шлема, протектора, раковины, накладок на стопу и голени, перчаток. После осмотра судьёй, боец отходит за пределы квадрата и ожидает голосовой команды судьи «Бойцы на середину». После соответствующей команды боец встаёт на обозначенное в центре татами место и руководствуясь указаниями судьи совершает приветствие (в виде поклона) зрителям, главному судье и противнику. После чего боец руководствуется указаниями судьи и правилами АРБ. В случае отсутствия у бойца хотя бы одного элемента экипировки — он до поединка не допускается. Бойцу даётся не более трёх минут для приведения экипировки в соответствие, в противном случае бойцу зачитывается техническое поражение.

### Голосовые судейские команды
- «Бойцы на середину!» — приглашение бойцов к началу поединка, либо к возобновлению поединка после команды «Стоп».
- «К бою!» — команда о готовности к началу (возобновлению) поединка.
- «Бой!» — команда (которая может сопровождаться соответствующим жестом), разрешающая начало (возобновление) поединка.
- «Стоп!» — команда останавливающая поединок.
- «Стоп! Встали!» — аналогичная команда (которая может сопровождаться похлопыванием бойцов руками), при условии, что бойцы находятся в положении «партер».
- «Стоп! Время!» — команда оканчивающая бой в связи с истечением времени на поединок.

## Разряды и звания
Армейский рукопашный бой отнесён к военно-прикладным видам спорта, в связи с чем в настоящий момент общероссийские спортивные разряды и спортивные звания возможно получать только военнослужащим с 17 лет. Иные лица спортивные разряды по армейскому рукопашному бою не получают.

## Сравнение армейского рукопашного боя с другими боевыми единоборствами
| Сравнительная характеристика боевых единоборств, распространённых на территории России и других постсоветских государств | Сравнительная характеристика боевых единоборств, распространённых на территории России и других постсоветских государств | Сравнительная характеристика боевых единоборств, распространённых на территории России и других постсоветских государств | Сравнительная характеристика боевых единоборств, распространённых на территории России и других постсоветских государств | Сравнительная характеристика боевых единоборств, распространённых на территории России и других постсоветских государств |
| | Кудо | Армейский рукопашный бой                                                                                                 | Боевое самбо | Косики карате |
| --- | --- | --- | --- | --- |
| Исходный стиль | кёкусинкай, дзюдо, тайский бокс                                                                                          | самбо, различные боевые искусства азиатского происхождения, бокс                                                         | дзюдо, бокс, куреш, джиу-джитсу                                                                                          | карате сёрейдзи-рю, сёрин-рю, сёриндзи-кэмпо и сёриндзи-рю                                                               |
| Год создания | 1981 | 1979 | 1938 | 1970 |
| Год создания | начала свою работу первая школа кудо                                                                                     | состоялся первый чемпионат Воздушно-десантных войск по АРБ                                                               | самбо внесено в официальный перечень видов спорта                                                                        | начала свою работу первая школа косики карате                                                                            |
| Страна | Япония | СССР | СССР | Япония |
| Изначальное предназначение                                                                                               | спорт | выживание бойца в условиях боевых действий при рукопашной схватке (для военнослужащих)                                   | задержание и нейтрализация преступников, диверсантов и террористов (для сотрудников органов внутренних дел)              | спорт |
| Создатели | Адзума Такаси | энтузиасты боевых искусств и спортивные инструкторы ВДВ ВС СССР при содействии Василия Маргелова                         | Анатолий Харлампиев , Василий Ощепков , Виктор Спиридонов                                                                | Эйити Эригути и Масаёси Кори Хисатака                                                                                    |
| Доступность гражданским лицам                                                                                            | с момента создания | с 1995 года | с 1994 года | с момента создания |
| Организации, развивающие в России                                                                                        | Федерация КУДО России | Федерация армейского рукопашного боя России и Спортивная федерация армейского рукопашного боя                            | Всероссийская федерация самбо и Федерация боевого самбо России                                                           | Федерация косики карате России, Всероссийский союз контактного карате                                                    |
| Соревновательная форма                                                                                                   | кудоги белого и синего цвета (сертифицированные KIF)                                                                     | кимоно белого цвета с длинными рукавами                                                                                  | самбовки красного и синего цвета (сертифицированные ВФСР)                                                                | карате-ги с синими и красными полосами (сертифицированные ВСКК)                                                          |
| Удары руками и ногами в полный контакт                                                                                   | разрешены | разрешены с ограничениями                                                                                                | разрешены | разрешены с ограничениями                                                                                                |
| Бросковая и борцовская техника                                                                                           | разрешена с ограничениями                                                                                                | разрешена | разрешена | разрешена с ограничениями                                                                                                |
| Болевые приёмы на ноги                                                                                                   | разрешены | разрешены | разрешены | запрещены |
| Болевые приёмы на кисти рук                                                                                              | запрещены | запрещены | запрещены | запрещены |
| Болевые в стойке | запрещены | запрещены | разрешены | запрещены |
| Удушающие приёмы | разрешены | разрешено с ограничениями                                                                                                | разрешены | запрещены |
| Добивание в партере | разрешено с ограничениями                                                                                                | разрешено с ограничениями                                                                                                | разрешено | разрешено с ограничениями                                                                                                |
| Удары головой | разрешены | разрешены | разрешены | запрещены |
| Использование шлема | закрытый, с пластиковым забралом (только марки «Neo head Guard»)                                                         | закрытый, с решетчатым забралом                                                                                          | открытый, без забрала | закрытый, с пластиковым забралом (только марки «Super Safe»)                                                             |
| Использование протектора (кирасы)                                                                                        | обязательно женщинам и детям (сертифицированный KIF)                                                                     | обязательно для всех бойцов                                                                                              | обязательно женщинам | обязательно для всех бойцов (сертифицированный ВСКК)                                                                     |
| Использование щитков на голени                                                                                           | обязательно женщинам и детям                                                                                             | обязательно для всех бойцов                                                                                              | обязательно для всех бойцов                                                                                              | женщинам по желанию |
| Используемые перчатки, накладки                                                                                          | тонкие войлочные сапоты без наполнителя                                                                                  | перчатки или краги не менее 8 унций с открытыми пальцами                                                                 | перчатки не менее 8 унций с открытыми пальцами                                                                           | тонкие войлочные сапоты без наполнителя                                                                                  |
| Оценки за ударную технику                                                                                                | оценивается техника, причинившая ущерб                                                                                   | оценивается любое точное действие                                                                                        | оценивается только нокдаун/нокаут                                                                                        | оценивается техника по зачётным зонам                                                                                    |
| Оценки за бросковую технику                                                                                              | оцениваются амплитудные броски, после проведения которых атакующий остался в стойке                                      | оцениваются все сваливания и броски независимо от амплитуды                                                              | оцениваются правильно проведенные броски с последующим контролем атакуемого                                              | оцениваются правильно проведенные броски с последующем контролем и обозначением добивания (киме)                         |
| Оценки за действия в партере                                                                                             | оценивается обозначение добивания (кимэ)                                                                                 | не оценивается | оцениваются борцовские действия                                                                                          | оценивается обозначение добивания (кимэ)                                                                                 |
| Нокауты/нокдауны | оцениваются последовательным присвоением оценки юко (нокдаун)->ваза-ари (нокдаун)->иппон (нокаут)                        | судья «пускает счет». Не более 2-х нокдаунов за бой                                                                      | судья «пускает счет». Не более 2-х нокдаунов за бой                                                                      | оцениваются последовательным присвоением оценок ваза-ари (нокдаун)->иппон (нокаут)                                       |
| При отсутствии/равенстве очков победа отдается                                                                           | бойцу, преобладавшему в ударной технике                                                                                  | бойцу, преобладавшему в бросковой технике                                                                                | бойцу, преобладавшему в бросково-борцовской технике                                                                      | бойцу, преобладавшему в ударной технике                                                                                  |
| Технические действия оцениваются                                                                                         | боковыми судьями открыто, путём выбрасывания флажков                                                                     | боковыми судьями тайно, путём ведения судейских записок                                                                  | боковыми судьями тайно, путём ведения судейских записок                                                                  | боковыми судьями открыто, путём выбрасывания флажков                                                                     |
| Система оценок | японская система (кока, юко, ваза-ари, иппон)                                                                            | балльная система (точное техническое действие — балл)                                                                    | балльная система (точное техническое действие — балл)                                                                    | японская система (ваза-ари, иппон)                                                                                       |
| Профессиональная разновидность                                                                                           | есть | нет | есть | нет |
| Чемпионаты мира | проводятся | нет | проводятся | проводятся |
| Категории бойцов | коэффициент: рост+вес | вес | вес | вес |